# 2nd Light Horse Brigade

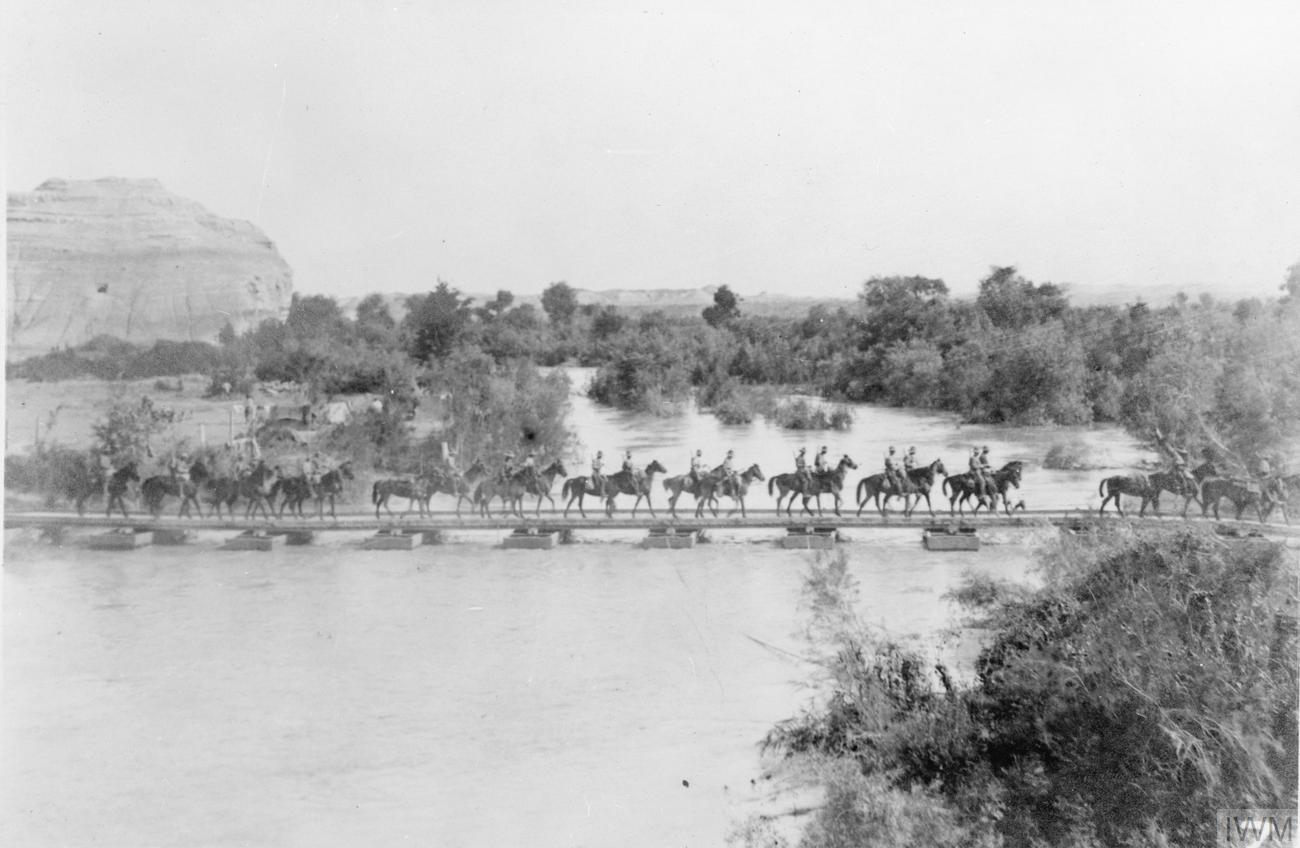
Die 2nd Light Horse Brigade im Jahr 1918

Die 2nd Light Horse Brigade war eine berittene Gebirgs-Infanterie-Brigade der Australian Imperial Force (AIF), die im Ersten Weltkrieg im Nahen Osten diente. Die Brigade wurde ursprünglich in den frühen 1900er Jahren in New South Wales als Teilzeit-Milizformation gebildet. 1914 wurde die Brigade als Teil des AIF neu konstituiert. Die Brigade wurde zum ersten Mal während des Gallipoli-Feldzugs im australischen und neuseeländischen Armeekorps (ANZAC) eingesetzt. Nach ihrem Abzug nach Ägypten im Februar 1916 dienten sie ab März 1916 in der ANZAC Mounted Division als Teil der ägyptischen Expeditionstruppe während der Sinai- und Palästina-Kampagne bis zum Ende des Krieges. Nach dem Krieg wurden die leichten Reiterregimenter der AIF demobilisiert und aufgelöst; jedoch existierte die Brigade kurzzeitig als Teilzeitmilizformation in New South Wales bis 1921, als ihre Regimenter in Kavalleriebrigaden reorganisiert wurden.

## Geschichte
Die 2nd Light Horse Brigade wurde ursprünglich in den frühen 1900er Jahren als Teil der Miliz aufgestellt und irgendwann zwischen 1902 und 1905 gebildet. Diese Formation wurde im Norden von New South Wales aufgestellt und bestand aus drei australischen Light Horse Regimentern – dem 4. (Hunter River Lancers), 5. (Northern River Lancers) und 6. (New England Light Horse). Das 4. hatte Depots um Newcastle, Muswellbrook und Cessnock und andere kleinere Zentren; das 5. war an mehreren Standorten ansässig, darunter Lismore, Grafton und Casino; und der 6. war in mehreren kleinen Städten wie Armidale, Glen Innes und Tamworth ansässig. Im Jahr 1912 führte eine armeeweite Reorganisation dazu, dass einige Regimentsbezeichnungen neu verteilt wurden. Die 2. Leichte Reiterbrigade war weitgehend davon nicht betroffen. Während es das 4th Light Horse Regiment an die 1st Light Horse Brigade in Queensland verlor, wurde ein Teil des Regiments zu Trainingszwecken behalten. Die anderen beiden Regimenter – das 5. und 6. – wurden in der 2. Leichten Reiterbrigade beibehalten, obwohl einige der kleineren Depotstandorte geändert wurden.

### Erster Weltkrieg

#### Ausbildung und Service auf Gallipoli
Bei Ausbruch des Krieges im August 1914 beschloss die australische Regierung, die freiwillige Australian Imperial Force (AIF), bestehend aus 20.000 Soldaten, bestehend aus einer Infanteriedivision und einer leichten Reiterbrigade von drei Regimentern, nach Ermessen Großbritanniens einzusetzen. Diese Regimenter wurden aus Freiwilligen für den Auslandsdienst aufgestellt, da die Bestimmungen des Verteidigungsgesetzes den Einsatz von Wehrpflichtigen im Ausland nicht erlaubten. Dennoch stammten viele der Rekruten aus den verschiedenen Miliz-Leichtpferdeformationen, die als Folge des Kitchener-Berichts 1910 und der Einführung des Universaltrainings geschaffen wurden, obwohl sie frisch aufgestellten Einheiten zugeteilt wurden, die von den als Teil aufgestellten Leichten Reiterregimenten getrennt waren der Miliz. Die ersten Einberufungen übertrafen die Erwartungen und so wurden zu Beginn des Krieges insgesamt drei leichte Reiterbrigaden sowie zwei Divisionskavallerieregimenter aufgestellt.
Die 2. Leichte Reiterbrigade wurde als Teil des 2. Kontingents der AIF aufgestellt, das Anfang September 1914 hastig zusammengestellt wurde. Sie wurde in drei Regimenter – das 5., 6. und 7. Männer. Die drei Regimenter der Brigade wurden aus Queensland (5.) und New South Wales (6. und 7.) gezogen, obwohl ursprünglich vorgeschlagen worden war, dass das 7. aus Queensland, Westaustralien und Südaustralien rekrutiert werden sollte. Diese Einheiten wurden im September und Oktober angehoben, und die Brigade schiffte sich für den Nahen Osten ein und verließ Sydney im Dezember 1914. Die Band des 6th Light Horse Regiment spielte So Long, geschrieben von der patriotischen australischen Komponistin May Summerbelle, als sie die Segel setzten.

#### Palästina-Kampagne
Nach der Evakuierung aus Gallipoli wurden die australischen und neuseeländischen Streitkräfte im Nahen Osten reorganisiert. Zu dieser Zeit war eine große Anzahl von Verstärkungen in Ägypten eingetroffen, und während die Infanterie an der Westfront eingesetzt werden sollte, sollten die berittenen Einheiten im Nahen Osten bleiben. Dies führte im März 1916 zur Gründung der Anzac Mounted Division, die aus der 1st, 2nd und 3rd Light Horse Brigades und der New Zealand Mounted Rifles Brigade zusammengesetzt war. General Harry Chauvel wurde zum Kommandeur dieser Division befördert, während Brigadegeneral Granville De Laure Ryrie das Kommando über die 2. Leichte Reiterbrigade behielt.
Nach der Ankunft des neuen Oberbefehlshabers General Allenby wurde die britische Palästinafront im Juni 1917 neu organisiert: General Chauvel übernahm die Führung des neugeschaffenen Desert Mounted Corps, die Division ging darauf an General Edward Chaytor über, der bisher die neuseeländische Mounted Rifles Brigade geführt hatte. Am 31. Oktober 1917 nahm die Division an der Schlacht von Beerscheba teil. Die 1. Light Horse und die die neuseeländische Mounted Rifles Brigade führten dabei einen kombinierten Angriff auf Tel el Saba aus, gleichzeitig schnitt die 2. Light Horse Brigade die Straße von Beerscheba nach Hebron ab. Dabei kam es gegen die eingegrabene türkische Infanterie durch die berittene Infanterie der Light Horse zu einer der letzten „Kavallerieattaken“ des Krieges. In der Dritten Schlacht um Gaza wurde die 1. und 2. Light Horse-Brigade am 7. November 1917 westlich von Sheria angesetzt, während die New Zealand Mounted Rifles vorübergehend im Bereich der 53. Division bei Khuweilfe eingesetzt wurden.